# Епархия Морогоро
Епархия Морогоро (лат. Dioecesis Morogoroensis) — епархия Римско-Католической Церкви с центром в городе Морогоро, Танзания. Входит в митрополию Дар-эс-Салама. Кафедральным собором является церковь святого Патрика.

## История
11 мая 1906 года Святой Престол учредил апостольский викариат Зангуэбара, выделив его из апостольского викариата Занзибара (сегодня — Епархия Занзибара). 21 декабря 1906 года апостольский викариат Зангуэбара был переименован в апостольский викариат Багамойо.
13 сентября 1910 года и 28 января 1935 года апостольский викариат Багамойо передал часть своей территории для образования апостольского викариата Килиманждаро (сегодня — Епархия Моши) и апостольской префектуры Додомы (сегодня — Епархия Додомы)
25 марта 1953 года Римский папа Павел VI издал буллу «Quemadmodum ad Nos», которой преобразовал апостольский викариат Багамойо в епархию Морогоро.

## Ординарии
- епископ François-Xavier Vogt C.S.Sp.[1] (25.07.1906 — 19.05.1923);
- епископ Bartholomew Stanley Wilson, C.S.Sp. (4.01.1924 — 23.05.1933);
- епископ Bernardo Gerardo Hilhorst C.S.Sp. (26.02.1934 — 11.08.1954);
- епископ Herman Jan van Elswijk C.S.Sp. (18.07.1954 — 15.12.1966);
- епископ Adriani Mkoba (15.12.1966 — 6.11.1992);
- епископ Telesphore Mkude (5.04.1993 — по настоящее время).

## Источник
- Annuario Pontificio, Libreria Editrice Vaticana, Città del Vaticano, 2011, ISBN 88-209-7422-3
- Булла Quemadmodum ad Nos, AAS 45 (1953), стр. 705  (лат.)